# Крупная серая (порода гусей)
Крупный серый гусь — порода домашних гусей.
Характеризуется крепким строением тела: широкое туловище, глубокие выпуклые мышцы, шея средней длины и массивная голова. Клюв толстый, оранжево-красный с розовым кончиком . Живот хорошо выраженный, имеет двойную складку. Ноги красно-оранжевые с крепкими плюснами, расставленные широко. Оперение серое, на спине тёмное, на голове и верхней части шеи и на груди — светлее. Нижняя часть тела и живот белые. Серые домашние гуси активно используются селекционерами.
- Вес гусаков: от 7 до 9,5 килограммов
- Вес гусынь: 6—6,5 килограммов
- Численность яиц в год: 30—40 яиц
- Вес яйца: 0,16—0,18 килограммов
- Жизнеспособность в кладке: 75 %